# Cratere Límni
Límni è un cratere sulla superficie di Marte.